# Kugelhantel

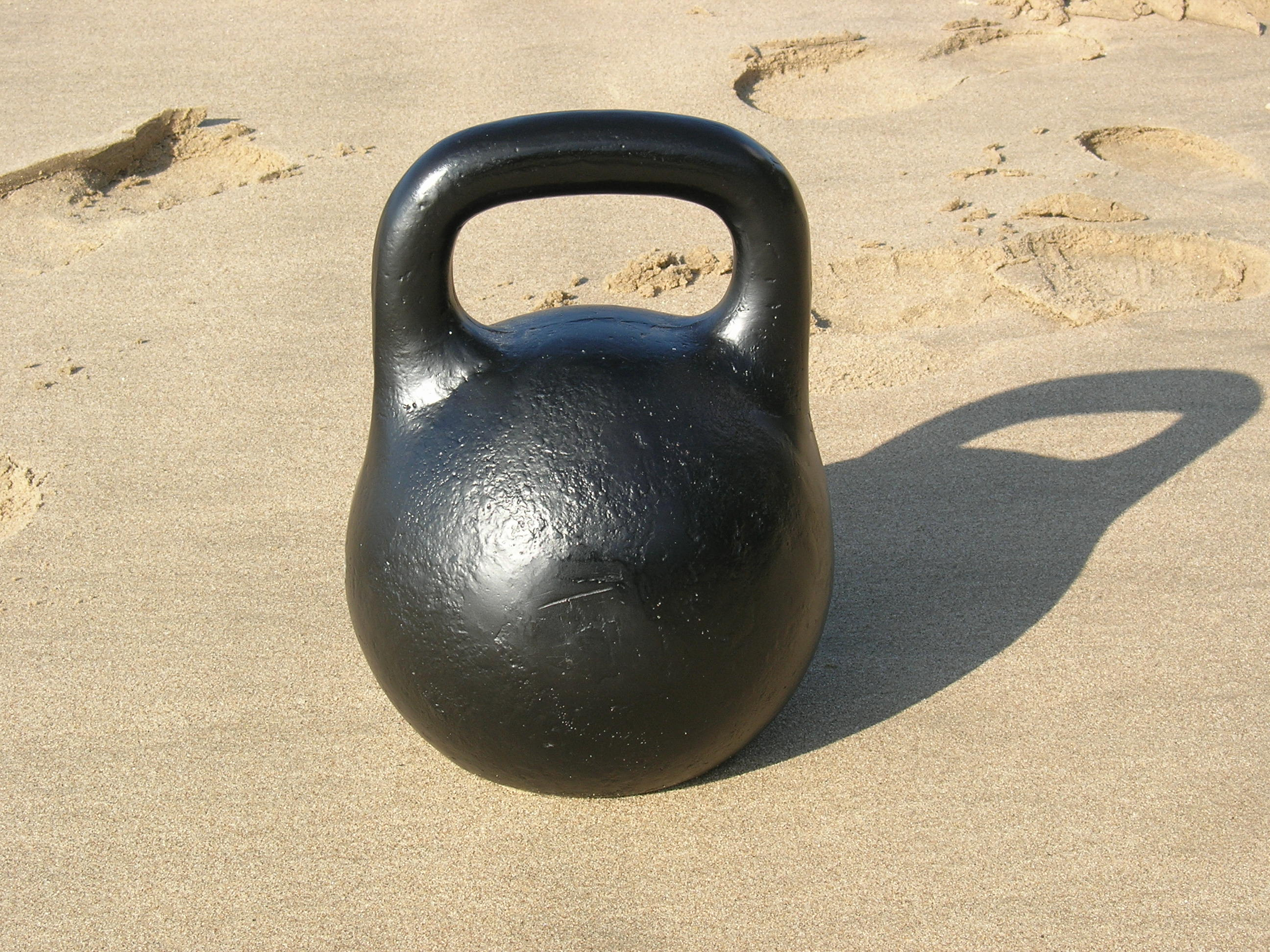
Eine konventionelle Kugelhantel

Kugelhantelsportlerin bei einem Wettkampf

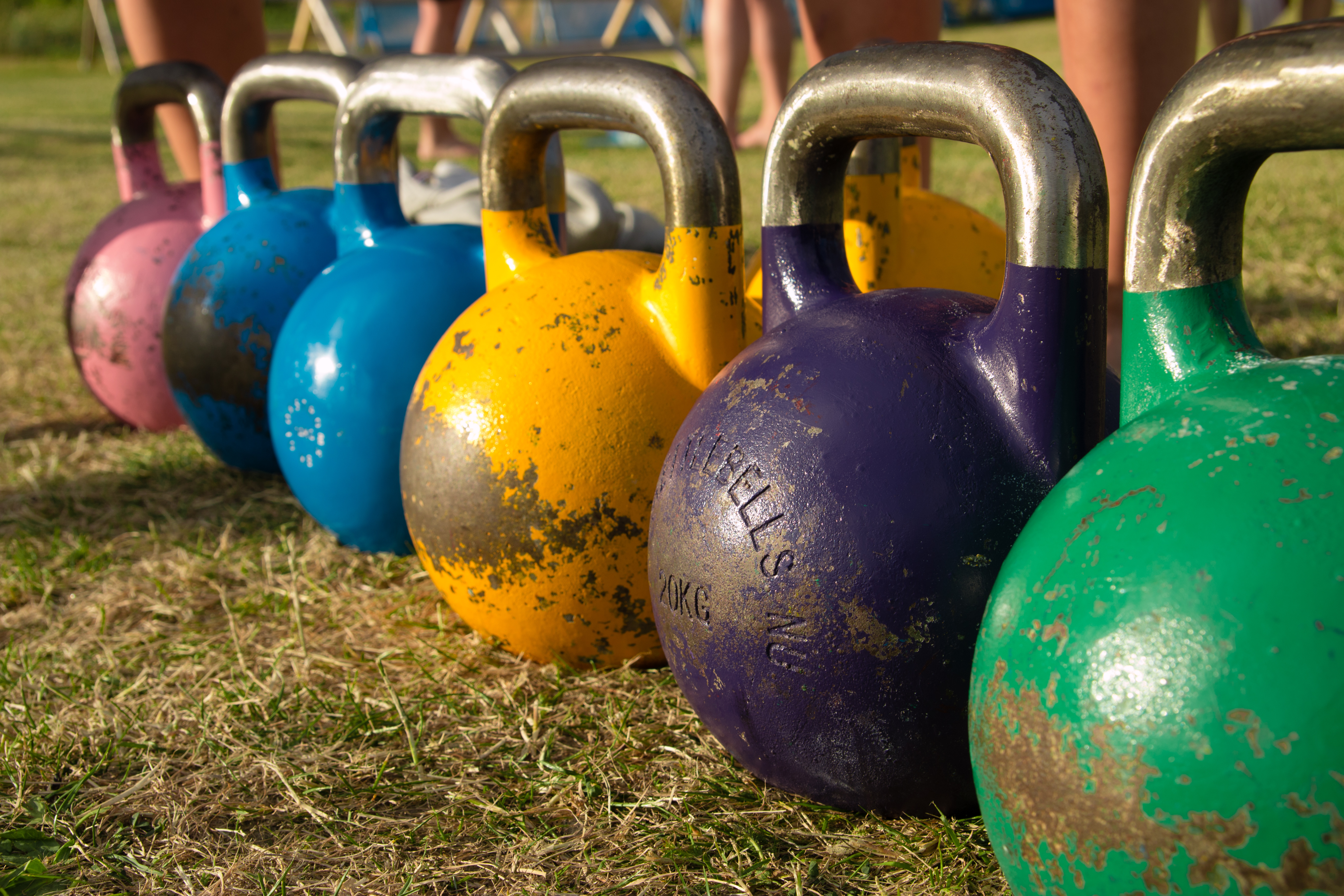
Kugelhanteln in offiziellen Maßen und Farben für den Wettkampf

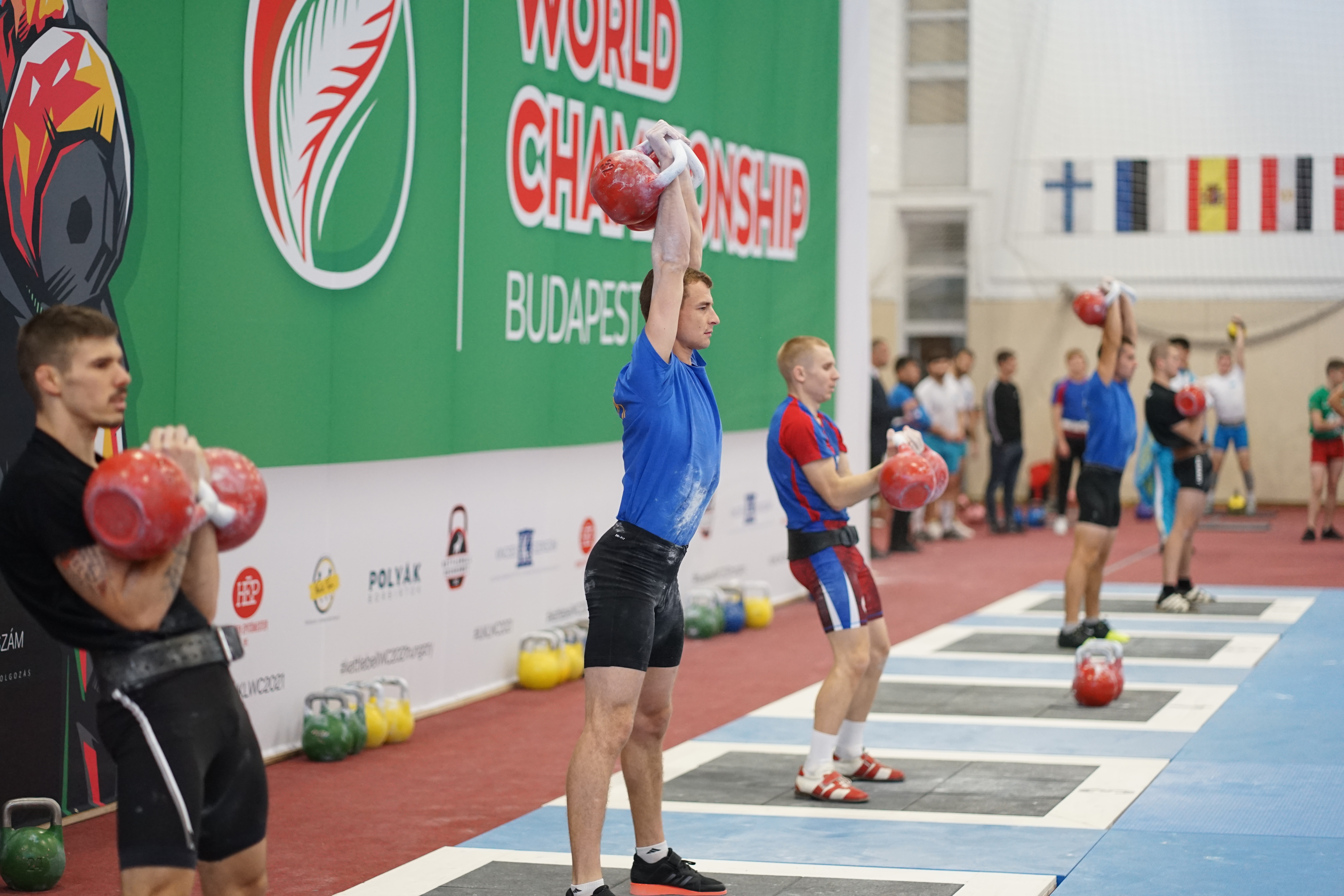
Weltmeisterschaft im Kugelhantelsport in Budapest

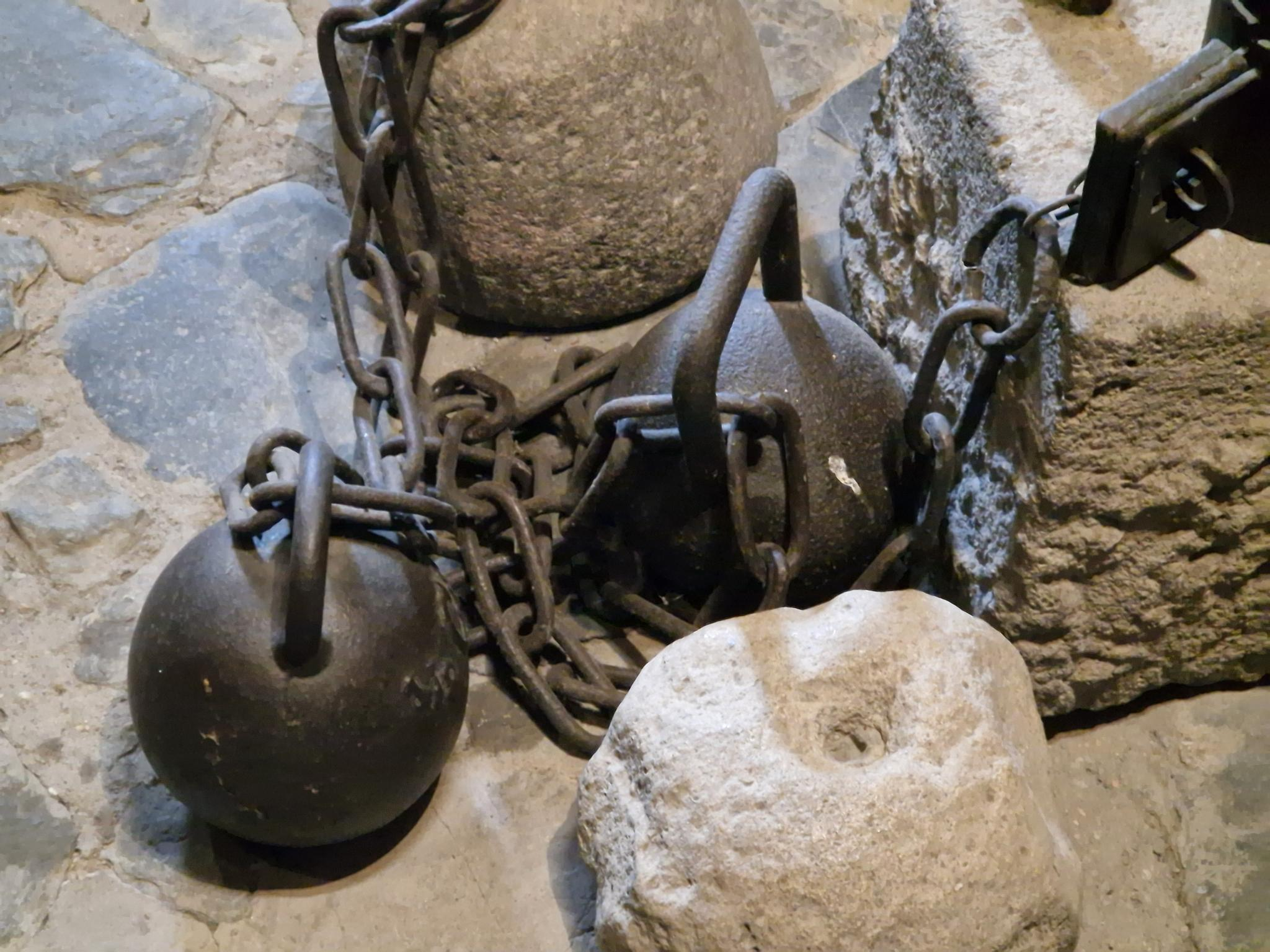
Mittelalterliche Rundgewichte in einem ehemaligen Kerker

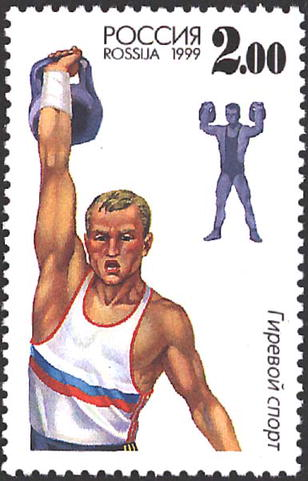
Russische Briefmarke mit Kugelhantelsportler

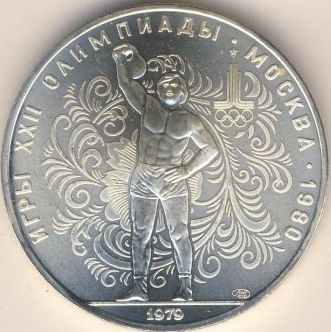
Russische Gedenkmünze mit Kugelhantelsportler

Eine Kugelhantel, selten auch Rundgewicht oder häufig englisch Kettlebell genannt, ist ein Trainingsgerät für das freie Gewichtstraining. Weitere populäre Bezeichnungen sind Girevoy im Französischen oder Giria (kyrillisch Гиря; Plural Гири, Giri) in slawischen Sprachen. Die Kugelhantel besteht aus einer Kugel mit einem festen Griffbügel und hat je nach Gewicht einen Durchmesser von etwa 8 bis 30 Zentimetern. Die in guss- oder schmiedeeiserner Ausfertigung erhältliche Kugelhantel wird traditionell in Gewichtsgrößen von 16 Kilogramm, 24 Kilogramm und 32 Kilogramm hergestellt. Diese Gewichtsklassen gehen auf die Gewichtseinheit Pud (16 Kilogramm) zurück.
Der Kugelhantelsport, international meist Kettlebell Sport oder Girevoy Sport genannt, stammt ursprünglich aus Russland und ist eine mittlerweile weltweit praktizierte Kraftausdauersportart der Schwerathletik, bei der in einer vorgegebenen Zeit möglichst viele wiederholte Bewegungsabläufe wie das Stoßen (Jerk) und Reißen (Snatch) durchgeführt werden.

## Geschichte
Die genaue Herkunft der Kugelhantel ist umstritten, fest steht aber, dass das Training mit ihr insbesondere in Mittel- und Osteuropa eine lange Tradition besitzt und auf Praktiken zurückgreift, die bereits in der Antike bekannt waren. In ihrer Form erinnern die heutigen Kugelhanteln zudem an Gewichte, an die in Kerkern Insassen angekettet wurden. Bauern in Osteuropa nutzten zudem Gewichte mit Griffbügeln, um ihre Erzeugnisse bewerten zu können. Bei Wettstreiten auf Volksfesten wurden diese Gewichte, die noch die unterschiedlichsten Formen aufwiesen, auch zur öffentlichen Kraftmessung genutzt. 1704 wurde der Begriff Giria erstmals in russischsprachige Wörterbücher aufgenommen und bezeichnete ein rundes Gewicht mit Griffbügel.
1880 machte der polnische Sportmediziner Władysław Krajewski die Kugelhantel als präventives Mittel gegen körperliche Leiden und zum Aufbau von Explosivkraft populär, nachdem er von Studien des deutschen Publizisten Theodor Siebert über freies Gewichtstraining inspiriert worden war. Während Krajewskis Zeit als niedergelassener Arzt in Sankt Petersburg, etablierte er sie ab 1885 als elementares Trainingsgerät russischer Soldaten. Seitdem spielen Kugelhanteln insbesondere im Militärsport eine große Rolle; russische Einheiten wie die Speznas trainieren mit Kugelhanteln und auch in der Nationalen Volksarmee der DDR gehörten sie zum Ertüchtigungsprogramm.
Im deutschsprachigen Raum ist die Kugelhantel als Trainingsgerät bei Kraftsportlern ebenfalls seit Mitte des 19. Jahrhunderts bekannt. So nutzte etwa die deutsche Kraftsportlerin Elise Serafin-Luftmann eiserne Gewichte mit Griffbügeln für ihre Aufführungen und Eugen Sandow, der Erfinder des Bodybuildings, bezog Kugelhanteln in seine Muskelaufbauprogramme ein. Ferner trainierte der deutsche Kraftsportler Arthur Saxon mit Kugelhanteln, für die er in zahlreichen deutsch- und englischsprachigen Publikationen warb. In einigen deutschen Turnverbänden gab es Anfang des 20. Jahrhunderts außerdem so genannte Rundgewichtsriegen, in denen unter anderem mit Kugelhanteln jongliert wurde. So besaß auch das Rundgewichtsjonglieren eine eigene Abteilung im Deutschen Athletenbund. 1902 gelangte die Kugelhantel auch in die USA, wo sie allen voran von Alan Calvert verbreitet wurde.
Um die Jahrhundertwende entwickelten hauptsächlich deutsche, polnische und russische Kraftsportler wie Ludwik Czapliński, Władysław Pytlasiński, Iwan Lebedew und Emil Voss, teilweise basierend auf Langhantel- und Turnkeulenübungen der italienischen Kraftsportler Felice Napoli und Charles Batta, zahlreiche eigenständige Übungen für die Kugelhantel, die noch heute zum Standardrepertoire des Kugelhantelsports gehören und Leistungsvergleiche möglich machen. Nach dem Ende des Zweiten Weltkrieges wurde der Kugelhantelsport jedoch primär in Russland gefördert und offiziell als Wettkampfdisziplin anerkannt. 1948 wurden dort erste öffentliche Meisterschaften organisiert.
In den USA erlebte die Kugelhantel zu Beginn des 21. Jahrhunderts eine Wiederentdeckung als fester Bestandteil modernen Fitnesstrainings. Dabei spielt vor allem das Marketing des ehemaligen russischen Militärausbilders Pavel Tsatsouline eine entscheidende Rolle, dessen Bücher und Videos zur Kugelhantel zu Verkaufsschlagern in Nordamerika und Westeuropa wurden. Im Zuge der Entwicklung des Fitnesssystems Crossfit hat seit 2005 die Kugelhantel weiteren Einzug in die Fitnessstudios und ins Heimtraining gefunden. Regelmäßig bieten zum Beispiel auch Discounter Kugelhanteln mit 2 oder 4 Kilogramm an. In vielen Städten haben sich des Weiteren Vereine gebildet, die unter Anleitung eines Trainers spezielles Kugelhanteltraining anbieten.

## Anwendung
Im Gegensatz zu vielen Trainingsgeräten in Fitnessstudios sind Kugelhanteln freie Gewichte und sprechen nicht isolierte Muskeln, sondern Muskelgruppen im ganzen Körper an; jede Übung ist zugleich eine Koordinationsaufgabe. Das Ziel beim Training mit der Kugelhantel ist vor allem, funktionale Kraft, Explosivkraft und Stabilität aufzubauen und das Herz-Kreislauf-System sowie Sehnen und Bänder zu stärken. Besonders fördernd wirken die Übungen auf die Kraft im Zentrum des Körpers (Core Strength) im unteren Rücken- und Hüftbereich. Aus diesem Grund sind Kugelhanteln besonders bei Kampfsportlern beliebt, die in hohem Maße auf funktionale Kraft, Explosivkraft und Kraftausdauer angewiesen sind. Unabhängig davon können mit Kugelhanteln auch konventionelle Übungen ausgeführt werden, für die man üblicherweise Kurzhanteln verwenden würde.
Die richtige Atmung und eine professionelle Betreuung ist besonders für Anfänger wichtig, um das Verletzungsrisiko zu minimieren. Vor allem bei den dynamischen Übungen treten durch die Nutzung der Fliehkraft (Schwingen der Kugelhantel) extrem hohe Kräfte auf. Das dabei entstehende Verletzungsrisiko wird von Kritikern als ein wesentlicher Nachteil des Kugelhanteltrainings gesehen. Als Vorteile werden nicht nur die Steigerung der funktionalen Kraft genannt, sondern auch das Erlangen einer hohen Rundumfitness, Durchhaltekraft, Flexibilität, Koordination und Körperbeherrschung. Zudem ist die Kugelhantel extrem mobil und benötigt nur wenig Platz. Sie ist damit individuell und ohne Fitnessclub einsetzbar. Insbesondere in den USA wird für das Kugelhanteltraining außerdem mit dem Versprechen eines schnellen Fettverlustes geworben. Grundsätzlich sind die genannten Punkte bis auf einige spezifische Kugelhantelübungen jedoch auch mit Kurz- und Langhantelgewichtstraining erreichbar.
Typische Übungen mit der Kugelhantel sind das Schwingen (Swing) der Hantel zwischen den Beinen, sowohl ein- als auch beidarmig, das Reißen (Snatch), das Umsetzen (Clean), das Stoßen (Jerk) und das Aufstehen vom Boden mit überkopf balancierter Kugelhantel (Turkish Get-Up).

## Kugelhantelsport
Beim seit 1948 organisierten Kugelhantelsport wird gezählt, wie häufig entweder eine Kugelhantel mit einem Gewicht von 12, 16, 24 oder 32 Kilogramm oder zwei solche Kugelhanteln innerhalb von 10 Minuten gehoben werden können. Die Disziplinen umfassen Reißen (Snatch), Stoßen (Jerk) sowie Umsetzen und Stoßen in Kombination (Long Cycle). Wird nur eine Kugelhantel gehoben, dann werden zuerst so viele Wiederholungen wie möglich mit einer Hand gemacht, dann auf die andere Hand gewechselt. Nur ein Handwechsel ist zulässig. Der Versuch endet, wenn entweder die Kugelhantel abgestellt wird oder 10 Minuten verstrichen sind. Abgesehen von der Aufteilung nach Disziplinen sind die Teilnehmer in Klassen nach Körpergewicht und Geschlecht sowie nach dem Gewicht der verwendeten Kugelhanteln aufgeteilt.
International wird der Kugelhantelsport von mehreren Dachverbänden, der International Union of Kettlebell Lifting (IUKL) mit Sitz im lettischen Riga, der World Kettlebell Sport Federation (WKSF) mit Sitz im italienischen Nosate unweit von Mailand und der International Girya Sport Federation (IGSF) mit Sitz in der ukrainischen Hauptstadt Kiew, organisiert und gefördert. Russland ist seit 2022 wegen des Überfalls auf die Ukraine nur noch in der IUKL vertreten. Darüber hinaus veranstaltet die International Kettlebell Marathon Federation (IKMF) seit 2010 entsprechende Wettkämpfe. 2015 wurde in Hamburg der Bundesverband Deutscher Kettlebell-Sportler (BVDKS) gegründet, der in der IUKL, der WKSF und der IKMF Mitglied ist. Der österreichische Dachverband Kettlebell Sport Austria (KBSA) ist hingegen Mitglied der WKSF sowie der IKMF und nimmt an der internationalen Kettlebell Sport World League teil, die von Oakland in den USA aus organisiert wird.

## Unterschiede der Kugelhanteln
Kugelhanteln unterscheiden sich nicht nur durch unterschiedliches Gewicht (typischerweise 4, 8, 12, 16, 24 oder 32 Kilogramm), sondern unter anderem auch durch die Beschaffenheit der Oberfläche, den Abstand des Griffes zur Kugel und den Umfang des Griffes. Über rein ästhetische Gesichtspunkte hinaus spielen diese Unterschiede auch für das Training eine Rolle, beispielsweise trainiert ein dicker Griff intensiver die Griffkraft. Je nach körperlicher Verfassung, Erfahrung und Einsatz der Kugelhantel können unterschiedliche Kugelhanteln nötig sein.
Die wichtigsten Unterschiede bei Kugelhanteln sind:
- Ihre Art: Es gibt klassische Kugelhanteln wie folgend beschrieben und Competition Kettlebells. Competition Kettlebells haben eine genormte Färbung (siehe unten).  Dazu sind alle Competition Kettlebells unabhängig vom Gewicht gleich groß gegossen. Durch diese Faktoren wird die Einheitlichkeit in den Wettkämpfen sichergestellt.
- Gewicht der Kugelhantel (typischerweise zwischen 4 und 32 Kilogramm)
- Beschaffenheit des Griffes (Abstand zur Kugel, Umfang des Griffes, raue oder glatte Oberfläche)
- Material der Kugel (günstigere Gusseisen-Kugel oder stabilere Stahl-Kugel; zudem gibt es kunststoffummantelte Beton-Kugeln)
- Fixes Gewicht oder variables Gewicht
- Ohne oder mit Vinyl- oder Neopren-Überzug (zum Schutz vor Kratzern und Dellen auf dem Trainingsboden)

Die genormten Färbungen der verschiedenen Gewichte sind wie folgt:
| Gewicht | Farbe      |
| ------- | ---------- |
| 4 kg    | schwarz    |
| 8 kg    | pink       |
| 12 kg   | blau       |
| 16 kg   | gelb       |
| 20 kg   | lila       |
| 24 kg   | grün       |
| 28 kg   | orange     |
| 32 kg   | rot        |
| 36 kg   | dunkelgrau |
| 40 kg   | weiß       |
| 44 kg   | silber     |
| 48 kg   | gold       |